# Cupa României 1937-1938
La Cupa României 1937-1938 è stata la quinta edizione della coppa nazionale, disputata tra il 14 novembre 1937 e il 19 giugno 1938, conclusa con la vittoria del Rapid Bucarest che ha bissato il successo della stagione precedente e terza vittoria complessiva. Finalista è stato il CAM Timișoara, prima squadra che giocava in Divizia B a raggiungere questo risultato.

## Qualificazioni
Coinvolsero i club non di Divizia A.

## Sedicesimi di finale
Gli incontri si sono disputati il 14 novembre 1937. 
| Squadra 1                 | Risultato | Squadra 2                   |
| ------------------------- | --------- | --------------------------- |
| AMEF Arad                 | 0 - 2     | Rapid Bucarest              |
| Phoenix Baia-Mare         | 4 - 0     | Dragoș Vodă Cernăuți        |
| Ceramica Bistrița         | 2 - 4     | Jiul Petroșani              |
| Mica Brad                 | 2 - 1     | ACFR Brașov                 |
| Franco Româna Brăila      | 3 - 1     | Gloria Arad                 |
| Unirea Tricolor București | 3 - 0     | Crișana Oradea              |
| Juventus București        | 5 - 1     | Ripensia Timișoara          |
| Telefon Club București    | 2 - 1     | UDR Reșița                  |
| Mociornița București      | 1 - 2     | CAO Oradea                  |
| Victoria Carei            | 4 - 2     | Vulturii textila Lugoj      |
| Universitatea Cluj        | 3 - 4 dts | Sportul Studentesc Bucarest |
| Victoria Constanța        | 4 - 1     | Olympia CFR Satu-Mare       |
| Tricolor CFPV Ploiești    | 1 - 4     | Venus București             |
| Aquila CFR Sighișoara     | 2 - 6     | Victoria Cluj               |
| Chinezul Timișoara        | 2 - 0     | Adesgo București            |
| CAM Timișoara             | 6 - 1     | DUIG Brăila                 |

## Ottavi di finale
Gli incontri si sono disputati tra il 25 e il 30 marzo 1938. L'incontro tra il Phoenix Baia-Mare e il CAM Timișoara venne ripetuto in quanto terminato in parità dopo i tempi supplementari
| Squadra 1                   | Risultato | Squadra 2              |
| --------------------------- | --------- | ---------------------- |
| Unirea Tricolor București   | 7 - 0     | Victoria Carei         |
| Rapid Bucarest              | 3 - 0     | Telefon Club București |
| Venus București             | 3 - 1 dts | Juventus București     |
| Sportul Studentesc Bucarest | 4 - 0     | Victoria Constanța     |
| CAO Oradea                  | 1 - 2     | Victoria Cluj          |
| Jiul Petroșani              | 6 - 0     | Mica Brad              |
| Chinezul Timișoara          | 3 - 1     | Franco Româna Brăila   |
| CAM Timișoara               | 2 - 1     | Phoenix Baia-Mare      |

## Quarti di finale
Gli incontri si sono disputati il 1º maggio 1938
| Squadra 1          | Risultato | Squadra 2                   |
| ------------------ | --------- | --------------------------- |
| Venus București    | 5 - 1     | Unirea Tricolor București   |
| Victoria Cluj      | 4 - 0     | Jiul Petroșani              |
| Chinezul Timișoara | 3 - 5     | Rapid Bucarest              |
| CAM Timișoara      | 1 - 0     | Sportul Studentesc Bucarest |

## Semifinali
Gli incontri si sono disputati tra il 15 e il 21 maggio 1938. Il derby tra il Rapid e il Venus, giocato 1l 15 maggio, fu ripetuto il 21 per contestazioni da parte di entrambe le squadre.
| Squadra 1      | Risultato | Squadra 2       |
| -------------- | --------- | --------------- |
| CAM Timișoara  | 2 - 0     | Victoria Cluj   |
| Rapid Bucarest | 4 - 2     | Venus București |

## Finale
La finale venne disputata il 19 giugno 1938 a Bucarest e si concluse con la vittoria del club cittadino per 3-2.
| Arbitro: | Denis Xifando (Bucarest) |

|                                                            |           |                                   |
| Ștefan Auer 9’ Alexandru Cuedan 39’ Ladislau Raffinsky 80’ | Marcatori | 8’ Ioan Gerber 70’ Nicolae Reuter |